# UCIワールドツアー2016
UCIワールドツアー2016（UCI World Tour 2015）は、UCIワールドツアーの2016年におけるシリーズ全27戦。

## UCIワールドツアーライセンスチーム
| チーム名                                                | 国籍             | コード |
| ------------------------------------------------------- | ---------------- | ------ |
| AG2R・ラ・モンディアル                                  | フランス         | ALM    |
| アスタナ・プロチーム                                    | カザフスタン     | AST    |
| BMC・レーシングチーム                                   | アメリカ合衆国   | BMC    |
| キャノンデール・ドラパック・プロサイクリング・チーム ※1 | アメリカ合衆国   | CDT    |
| エティックス・クイックステップ                          | ベルギー         | EQS    |
| FDJ                                                     | フランス         | FDJ    |
| IAMサイクリング                                         | スイス           | IAM    |
| ランプレ・メリダ                                        | イタリア         | LAM    |
| ロット・ソウダル                                        | ベルギー         | LTS    |
| モビスター・チーム                                      | スペイン         | MOV    |
| オリカ・バイクエクスチェンジ ※2                         | オーストラリア   | OBE    |
| チーム・ディメンションデータ                            | 南アフリカ共和国 | DDD    |
| チーム・ジャイアント＝アルペシン                        | ドイツ           | TGA    |
| チーム・カチューシャ                                    | ロシア           | KAT    |
| チーム・ロットNL・ユンボ                                | オランダ         | TLJ    |
| チーム・スカイ                                          | イギリス         | SKY    |
| ティンコフ                                              | ロシア           | TNK    |
| トレック・セガフレード                                  | アメリカ合衆国   | TFS    |

※1 キャノンデール・プロサイクリングから改名
※2 オリカ・グリーンエッジから改名

## 日程
| 日程             | レース名                               | 優勝者                         | 国籍           | 所属チーム                     |
| ---------------- | -------------------------------------- | ------------------------------ | -------------- | ------------------------------ |
| 1月19日～24日    | ツアー・ダウンアンダー                 | サイモン・ゲランス             | オーストラリア | オリカ・グリーンエッジ         |
| 3月6日～13日     | パリ〜ニース                           | ゲラント・トーマス             | イギリス       | チームスカイ                   |
| 3月9日～15日     | ティレーノ〜アドリアティコ             | フレフ・ヴァン・アーヴルマート | ベルギー       | BMC・レーシングチーム          |
| 3月19日          | ミラノ〜サンレモ                       | アルノー・デマール             | フランス       | エフデジ                       |
| 3月21日～27日    | カタルーニャ一周                       | ナイロ・キンタナ               | コロンビア     | モビスター・チーム             |
| 3月25日          | E3・ハレルベーク                       | ミハウ・クフャトコフスキ       | ポーランド     | チームスカイ                   |
| 3月27日          | ヘント〜ウェヴェルヘム                 | ペーター・サガン               | スロバキア     | ティンコフ                     |
| 4月3日           | ロンド・ファン・フラーンデレン         | ペーター・サガン               | スロバキア     | ティンコフ                     |
| 4月4日〜9日      | バスク一周                             | アルベルト・コンタドール       | スペイン       | ティンコフ                     |
| 4月10日          | パリ〜ルーベ                           | マシュー・ヘイマン             | オーストラリア | オリカ・グリーンエッジ         |
| 4月17日          | アムステルゴールドレース               | エンリーコ・ガスパロット       | イタリア       | ワンティ・グループ・グベルト   |
| 4月20日          | フレッシュ・ワロンヌ                   | アレハンドロ・バルベルデ       | スペイン       | モビスター・チーム             |
| 4月24日          | リエージュ〜バストーニュ〜リエージュ   | ワウト・プルス                 | オランダ       | チームスカイ                   |
| 4月26日〜5月1日  | ツール・ド・ロマンディ                 | ナイロ・キンタナ               | コロンビア     | モビスター・チーム             |
| 5月6日〜5月29日  | ジロ・デ・イタリア                     | ヴィンチェンツォ・ニバリ       | イタリア       | アスタナ・プロチーム           |
| 6月5日〜6月12日  | クリテリウム・デュ・ドフィネ           | クリストファー・フルーム       | イギリス       | チームスカイ                   |
| 6月11日〜6月19日 | ツール・ド・スイス                     | ミゲル・アンヘル・ロペス       | コロンビア     | アスタナ・プロチーム           |
| 7月2日〜7月24日  | ツール・ド・フランス                   | クリス・フルーム               | イギリス       | チームスカイ                   |
| 7月12日〜7月18日 | ツール・ド・ポローニュ                 | ティム・ウェレンス             | ベルギー       | ロット・ソウダル               |
| 7月30日          | クラシカ・サンセバスティアン           | バウク・モレマ                 | オランダ       | トレック・セガフレード         |
| 8月20日〜9月11日 | ブエルタ・ア・エスパーニャ             | ナイロ・キンタナ               | コロンビア     | モビスター・チーム             |
| 8月21日          | ユーロアイズ・サイクラシックス         | カレブ・ユアン                 | オーストラリア | オリカ・バイクエクスチェンジ   |
| 8月28日          | ブルターニュ・クラシック               | オリヴァー・ナーセン           | ベルギー       | IAMサイクリング                |
| 9月9日           | グランプリ・シクリスト・ド・ケベック   | ペーター・サガン               | スロバキア     | ティンコフ                     |
| 9月11日          | グランプリ・シクリスト・ド・モンレアル | フレフ・ヴァン・アーヴルマート | ベルギー       | BMC・レーシングチーム          |
| 9月19日〜9月25日 | エネコ・ツアー                         | ニキ・テルプストラ             | オランダ       | エティックス・クイックステップ |
| 10月1日          | ジロ・ディ・ロンバルディア             | エステバン・チャベス           | コロンビア     | オリカ・バイクエクスチェンジ   |

## 最終成績

### 個人
| ランク | 名前                             | 国籍           | 所属チーム                     | ポイント数 |
| ------ | -------------------------------- | -------------- | ------------------------------ | ---------- |
| 1      | ペーター・サガン                 | スロバキア     | ティンコフ                     | 669        |
| 2      | ナイロ・キンタナ                 | コロンビア     | モビスター・チーム             | 609        |
| 3      | クリス・フルーム                 | イギリス       | チームスカイ                   | 564        |
| 4      | アレハンドロ・バルベルデ         | スペイン       | モビスター・チーム             | 436        |
| 5      | アルベルト・コンタドール         | スペイン       | ティンコフ                     | 428        |
| 6      | フレフ・ファン・アーヴェルマート | ベルギー       | BMC・レーシング                | 420        |
| 7      | リッチー・ポート                 | オーストラリア | BMC・レーシング                | 394        |
| 8      | ロマン・バルデ                   | フランス       | AG2R・ラ・モンディアル         | 374        |
| 9      | エステバン・チャベス             | コロンビア     | オリカ・バイクエクスチェンジ   | 351        |
| 10     | ダニエル・マーティン             | アイルランド   | エティックス・クイックステップ | 280        |

### チーム
| ランク | 所属チーム                             | 国籍             | ポイント数 |
| ------ | -------------------------------------- | ---------------- | ---------- |
| 1      | モビスター・チーム                     | スペイン         | 1471       |
| 2      | ティンコフ                             | ロシア           | 1361       |
| 3      | チームスカイ                           | イギリス         | 1187       |
| 4      | BMC・レーシングチーム                  | アメリカ合衆国   | 1128       |
| 5      | オリカ・グリーンエッジ                 | オーストラリア   | 909        |
| 6      | チーム・カチューシャ                   | ロシア           | 789        |
| 7      | エティックス・クイックステップ         | ベルギー         | 775        |
| 8      | キャノンデール・プロサイクリングチーム | アメリカ合衆国   | 616        |
| 9      | トレック・セガフレード                 | アメリカ合衆国   | 565        |
| 10     | アスタナ・プロチーム                   | カザフスタン     | 539        |
| 11     | FDJ                                    | フランス         | 516        |
| 12     | チーム・ロットＮＬ・ユンボ             | オランダ         | 506        |
| 13     | AG2R・ラ・モンディアル                 | フランス         | 482        |
| 14     | ロット・ソウダル                       | ベルギー         | 463        |
| 15     | ランプレ・メリダ                       | イタリア         | 442        |
| 16     | チーム・ジャイアント＝アルペシン       | ドイツ           | 435        |
| 17     | IAMサイクリング                        | スイス           | 418        |
| 18     | チーム・ディメンションデータ           | 南アフリカ共和国 | 290        |

### 国別
| ランク | 国名           | ポイント数 |
| ------ | -------------- | ---------- |
| 1      | スペイン       | 1475       |
| 2      | コロンビア     | 1446       |
| 3      | イギリス       | 1050       |
| 4      | フランス       | 1024       |
| 5      | ベルギー       | 1003       |
| 6      | オーストラリア | 908        |
| 7      | イタリア       | 773        |
| 8      | オランダ       | 683        |
| 9      | スロバキア     | 669        |
| 10     | スイス         | 416        |